# Gerald Kember
Gerald Francis Kember (Wellington, Nueva Zelanda; 15 de noviembre de 1945-2 de octubre de 2024) fue un jugador de rugby y abogado neozelandés que jugó en las posiciones de fullback y second five-eight.

## Carrera

### Club
A nivel de equipo jugó para Wellington RFU de 1965 a 1970 en 44 ocasiones a nivel provincial. 

### Selección nacional
Jugó para Nueva Zelanda en 19 ocasiones de 1967 a 1970 anotando 14 puntos.

## Tras el retiro
Mientras estudiaba en Nelson College de 1959 a 1963, jugó en el primer equipo de rugby en 1962 y 1963, y en el de críquet de 1960 a 1963, siendo capitán de ambos equipos en 1963. Se graduó como abogado en Victoria University of Wellington.